# Spektralni razred
Kot spektralni razred označujemo sistem Harvardske klasifikacije, po katerem so vse zvezde razporejene po efektivni površinski temperaturi in kemični sestavi. Izdelal ga je Edward Charles Pickering, direktor Harvardskega observatorija harvard College Obsevratorij s svojimi sodelavci med letoma 1890 do 1901.
Pri tem temelji sistem na odkritju Josepha von Fraunhoferja, ki je v letu 1813 odkril, da so v sončevem spektru vse temne absorpcijske linije (beri črte) vidne. Robert Wilhelm Bunsen in Gustav Robert Kirchoff potem v letu 1859odkrijejo, da so te črte identične (beri enake) z emisijskimi črtrami emisijskih linij, ki jih podajajo v spektrih zvezd povsem določeni kemični elementi.
Povsem utemeljeno je bilo pričakovati, da morajo biti ti elementi navzoči v notranjosti Sonca. Spektralna analiza je bila utemeljena. Poleg analize materialov najdenih na Zemlji so se lahko analizirale tudi snovi v zvezdnih spektrih.
Obstaja v sedmih temeljnih razredih, kot tudi tremi podrazredi (beri kategorijami):
Tabela 1
| Razred | Temperatura     | Barva zvezde           | Masa | Polmer | Sij       | Primeri                               |
| ------ | --------------- | ---------------------- | ---- | ------ | --------- | ------------------------------------- |
| O      | 28000 – 45500 K | modra                  | 60   | 15     | 1.400.000 | Mintaka                               |
| B      | 9900 – 28000 K  | modrobela              | 18   | 7      | 20.000    | Rigel, Spika                          |
| A      | 7400 – 9900 K   | bela z modrim odtenkom | 3,1  | 2,1    | 80        | Vega, Sirij                           |
| F      | 6000 – 7400 K   | rumenobela             | 1,7  | 1,3    | 6         | Prokijon, Kanop                       |
| G      | 4900 – 6000 K   | rumena (kot Sonce)     | 1,1  | 1,1    | 1,2       | Kapela, Sonce                         |
| K      | 3500 – 4900 K   | rumenooranžna          | 0,8  | 0,9    | 0,4       | Arktur, Aldebaran                     |
| M      | 2000 – 3500 K   | rdeče-oranžna          | 0,3  | 0,4    | 0,04      | Betelgeza, Antares, Proksima Kentavra |

## Podrazredi
Stara razreda R in N sta preimenovana v C spektralni razred (razred ogljikovih zvezd).
R	Ciano (CN), ogljikov monoksid (CO),
ogljik	Rdeče – oranžna	3500 – 5400	
S	Cinkov oksid	Rdeče – oranžna	2000 – 3500	
N	Ogljik	Rdeča	1900 – 3500	
Ustalila se je domneva, da so spektralni razredi od O do A spektri zelo mladih zvezd (zgodnji razvojni stadiji zvezd), spektralni razredi od F do G veljajo za srednje razvojne stopnje in preostali spektralni razredi za pozne spektralne razrede (zvezde, ki so v razvojnem smislu zelo stare in že razvite). Označbe zgodnji, srednji in pozni že veljajo za zastarele in ovržene hipoteze, češ „da spektralni razred kaj pove o razvojnem stanju določene zvezde“. Kljub tem domnevam se te označbe še zmeraj uporabljajo v praksi in zvezda velja za zgodnjo ali pozno, če se spektralni razred v primerjavi z malo drugačnim, a bližnjim razredom O ali razredu M.
Da bi zvezde znali še bolje klasificirati (kategorizirati), so spektralni razredi še naprej razdeljeni v razrede od 0 do 9. V bistvu velja, da so zvezde 1. podrazreda bolj vroče kot zvezde 9. Podrazreda. Danes bostaja več sistemov spektralnih klasifikacij, ki se poslužujejo tej vrsti označevanja in razločevanja in se dajo primerjati tej klasifikaciji. V prvotnem Harvardovem sistemu in njegovim razširitvam in dopolnitvam, MK sistemu, ki še dodatno definira še svetlostni razred (beri absolutni izsev zvezde), tako da niso vsi podtipi tudi uporabljeni v praksi. Za zvezdami tipa B3 npr. sledijo zvezde spektralnega tipa B5, razred B4 pa je spregledan.
Spektralni razredi z njihovimi 7 podtipi (O, B, A, F, G, K, M) zajemajo okrog 99 % vseh zvezd, zaradi česar se lahko starejše razrede pogosto zanemari. Da si te podrazrede lažje zapomnimo nam služi stavek:
"O Be A Fine Girl Kiss Me": O B A F G K M (R S N),
oz. tudi
"Offenbar Benutzen Astronomen Furchtbar Gerne Komische Merksprüche": O B A F G K M. To bi se v slovenskem jeziku glasilo: Izleda, da astronomi izjemno radi uporabljajo smešne izreke.
Sledeči razredi se v tem sosledju ne morejo definirati:
Q
Nove
P	Planetarne meglice 
W	Wolf – Rayetove zvezde 
WN	Linije dušika
WC	Ogljikove črte
Poleg tega lahko posebnosti v spektru dodanih sestavin postanejop razločne:
c
Še posebno izrazite črte
G	Običajne orjakinje 
D	Pritlikava zvezda (glavna veja)
Sd	Podpritlikavka
W	Bela pritlikavka 
n, nn	Diffuse Linien
S	Ostre, izrazite črte
e, em	Emisijske črte
p, pec	Posebnosti pri intenzivnosti črt
M	Močne kovinske črte
Comp	Sestavljen spekter
v, var	Spremenljivi spekter
Deloma se ti dodatki preko dodatnega svetilnega razreda, ki so bili leta 1943 uvedeni od Williama Morgana in Philip Keenana, odvečni. Pickering je začel v letu 1890 razvijati to klasifikacijo skupaj z Wilhelmino Fleming, Antonio Ceatano Maury in Annie Jump Cannon. Pri tem je Pickering šel po vrsti kar po abecedi in je označil razrede z velikimi črkami od A do Z po Balmerjevem - sosledju (Prehodi elektronskih tirnic v spektru vodika).
Annie Jump Cannon je kaj kmalu ugotovila, da to sosledje ni bilo smiselno. Po teh razporeditvah so prišle modro – belo svetleče zvezde, vroče O zvezde v rdeči, odvisnostno zelo hladnimi zvezdami M - in N - zvezdami.
Ferner je potem ugotovil, da so določeni razredi temeljili na trhlih osnovah ali da nimajo smisla in zato lahko odpadejo. Razporejanje  ni bilo več odvisno od spektra, temveč od efektivne temperature zvezde.
Prvi poskusi v razporejanju svetlosti in temperature zvezd so bili v letu 1865. Italijanski pater Angelo Secchi je povzel trostopenjsko skalo in 1874 Hermann Carl Vogel z enim sistemom, v katerem so bile zaobjete vse do tedaj poznane razvojne teorije zvezd, kar je pomenilo, da je bil vedno znova dopolnjen in vsebinsko razširjen.

## Podtipi
Vsi zvezdni tipi so razdeljeni v podrazrede (od 0 do 9, torej 10 razredov), ki temelji na poziciji svetlostne skale (skale izseva).  
Spektralni razred (vsak posebej)
Zvezde spektralnega razreda O so zelo vroče in svetle in so navidezno modre barve. Naos v ozvezdju Krme sveti s svetlostjo, ki je blizu milijonkrat večja od Sončevega absolutnega izseva. Te zvezde so močno ionizirane in imajo nevtralne črte helija in zelo šibke vodikove črte. Zvezde spektralnega razreda O največ sevajo v ultravijoličnem delu elektromagnetnega valovanja, zaradi česar so modre barve.
Zvezde spektralnega razreda B so tudi izredno svetle. Rigel (v Orionu) je tipičen primer modre orjakinje spektralnega razreda B. Njihov spekter ima črte nevtralnega helija in zmerne vodikove črte. Tako kot zvezde spektralnega razreda O so B zvezde izjemno močne, kar pomeni, da živijo izredno kratek čas na glavni veji. Po navadi niso tam, kjer so nastale. Po navadi so v kopicah, ki jih zaradi tega imenujemo OB1 povezave, ki so povezane z orjaškimi molekularnimi oblaki. Orionova OB1 povezava je celoten spiralni rokav naše galaksije, ki jo imenujemo Rimska cesta (svetlejše zvezde naredijo rokav vidno svetlejšega, čeprav tam ni več zvezd, kot kjerkoli drugje) in so vse zajete v ozvezdju Oriona.
Zvezde spektralnega razreda A so med tistimi, ki jih vidimo s prostim očesom. Deneb (ozvezdje Labod) je naslednja zvezda strašne moči, medtem, ko je Sirij tudi zvezda spektralnega razreda A, a niti približno ni enako svetla. Kot v spektralnem razredu O, so bele barve. Veliko belih pritlikavk spada v ta razred. Imajo močne vodikove črte in tudi inonizirane kovine.
Zvezde spektralnega razreda F so še vedno močne, a so po navadi zvezde z glavne veje, kot npr. Fomalhaut (v ozvezdju Južne ribe). Njihov spekter označujejo šibke vodikove črte in črte ioniziranih kovin, njihova barva je bela, čeprav s primesmi rumene.
Zvezde spektralnega razreda G so med vsemi zvezdami nam najbolj domače, saj je prav naše Sonce zvezda, ki spada v ta spektralni razred. Imajo še šibkejše vodikove črte, kot zvezde spektralnega razreda F, poleg tega pa še črte ioniziranih kovin in nevtralnih kovin. G je gostitelj za ("Rumeno evolucionarno praznino") = ("Yellow Evolutionary Void"). Nadorjakinje pogosto nihajo med spektralnim razredom O ali B (modre) in K ali M (rdeče). Ker to počno, ne ostanejo dolgo na področju spektralnega razreda G, ki je ekstremno nestabilna točka za lahko nadorjakinjo.
Zvezde spektralnega razreda K so oranžne zvezde, ki so občutno hladnejše od našega Sonca. Nekaj zvezd spektralnega razreda K je orjakinj in nadorjakinj, kot je npr. Arktur, medtem ko so  zvezde, kot je npr. Alfa Kentavra B zvezde z glavne veje. Imajo izredno šibke vodikove črte, če jih sploh imajo in imajo večino črt nevtralnih kovin.
Zvezde spektralnega razreda M so najbolj pogoste med vsemi in so zato najbolj številne od vseh zvezd. Vse rdeče pritlikavke spadajo v ta razred in so zelo pogoste; več kot 90 % zvezd je rdečih pritlikavk, kot je npr. Proksima Kentavra (Proksima Kentavra = Najbližćja Kentavra /od nas oddaljena 4,26 svetlobnih let/). M spektralni razred gosti največ orjakinj in nekaj nadorjakinj, kot je npr. Antares ali Betelgeza, kot tudi spremenljivke tipa Mira (Kita). Zvezdni spekter zvezd spektralnega razreda M pripadajo črte molekul in nevtralnih kovin, vodikove črte so po navadi odsotne. V teh zvezdah je veliko titanijevega oksida.
Dodatne spektralne oznake
Številni novi razredi so bili dodani  v splošno uporabo za redke tipe zvezd, ko so jih odkrili:
•	W: nad 70.000° - Wolf – Rayetove zvezde. 
•	L: 1.500 – 2.000°K – Zvezde z maso, ki je premajhna, da bi steklo zlivanje vodika v heliieva jedra. 
•	T: 1.000 – Zvezde tipa T Bika, zelo mlade zvezde z majhno povprečno gostoto. 
•	C: ogljikove zvezde. 
•	N: Poseben tip zvezd, ki predstavlja ogljikove zvezde, ki so podobne spektralnemu razredu M: npr. R Zajca. 
•	S: podoben spektralnemu razredu M, ki ima cirkonijev oksid zamenjan z bolj pogostim titanijevim oksidom. 
•	D: bele pritlikavke: npr. Sirij B. 
Spektralni razred W predstavlja nadpovprečno izredno svetle Wolf-Rayetove zvezde, ki so popolnoma različne, odkar se v njihovih jedrih zliva helij in ne vodik, katerega zaloge so te zvezde porabile. Včasih so mislili, da so umirajoče nadorjakinje, ki jim je vodikove plasti odneslo zaradi izredno močnih zvezdnih vetrov, ki jih te zvezde ustvarjajo zaradi izredno velikih temperatur, in imajo zato neposredno izpostavljeno helijevo sredico.
Zvezde spektralnega razreda L imajo svojo označbo zaradi izobilja litija, ki je navzoč v njihovem jedru. V navadnih zvezdah bi bil vsak litijev atom uničen zaradi jedrskih reakcij, ki potekajo v običajnih zvezdah, kar posredno nakazuje, da v teh zvezdah ne poteka zlivanje vodika v helij. So zelo temno rdeče barve in največ svetijo v infrardečem delu elektromagnetnega spektra. Njihov plin je dovolj hladen, da dovoli obstoj kovinskih hidridov (spojin vodika in kovin) in alkalnih kovin, ki označujejo njihov spekter.
Zvezde spektralnega razreda T so zelo mlade in manj goste zvezde in jih najdemo v medzvezdnih oblakih, kjer so bile ustvarjene. Te zvezde so ravno dovolj velike, da jim lahko pravimo zvezde in druge, ki so podpritlikavke, ki so raznolike rjave pritlikavke. So temne , oddajajo malo ali nič vidne svetlobe, a močno svetijo v infrardečem delu spektra. Njihova površinska temperatura je močan kontrast k zvezdam spektralnega razreda O, ki so vroče več tisoč °K, in meri do 1.000°K. Lahko ustvarijo zapletene molekule, v njihovem spektru so evidentirane močne črte metana.
Zvezd spektralnega razreda T in L bi lahko bile pogostejše kot zvezde vseh drugih spektralnih razredov (razen spektralnega razreda M) skupaj, če so rezultati raziskave točni. Od študij protoplidov (protoplanetarnih diskov, skupkov plinov v meglicah, kjer se rojevajo zvezde in zvezdni sistemi) bi bilo število zvezd v galaksiji več magnitud večjih od tistih, ki jih poznamo. Domnevajo, da so ti protiplidi pravzaprav v konkurenci drug z drugim. Prvi postane protozvezda, ki so zelo agresivni objekti in uničijo drugo protoplide v sosedstvu, in jim kradejo njihov plin. Protoplidi, ki so žrtvovani, po navadi postanejo zvezde glavne veje ali pa se rodijo kot zvezde spektralni razred L in T, ki so popolnoma nevidno nam. Ker živijo zelo dolgo (nobena zvezda pod 0.8 Sončnih mas še ni umrla v zgodovini galaksije) se te majhne zvezde čez čas pojavijo in razkrijejo.
Zvezde spektralnega razreda R in N so ogljikove zvezde (rdeče orjakinje, za katere astronomi mislijo, da so dosegle konec njihovega razvoja), ki potekajo vzporedno z običajno klasifikacijo, če poenostavljeno (grobo) rečemo od sredine razreda G do poznega spektralnega razreda M. Te po tej pretvorbi sovpadajo v razred združenih ogljikovih zvezd C, ki se z N0 začno pri približno C6.
Zvezde spektralnega razreda S imajo črte cirkonijevega oksida (ZrO) redkeje kot titanijevega oksida (TiO), in so med razredoma M in ogljikovimi zvezdami. Zvezde spektralnega razreda S imajo skoraj enako (bogato) količino ogljika in kisika, in oba elementa sta, skoraj popolnoma zajeta v molekulah ogljikovega oksida (CO). Za zvezde, ki so dovolj hladne, da CO tvori zajeti vse elemente, ki so manj pogosti, iz tega sledi v "preostanku kisika" na zvezdah niza glavne veje, "preostali ogljik" na C nizu, in "preostanek ničesar " na S nizu.
Dejansko pa je vez med temi zvezdami in tradicionalnimi zvezdami glavne veje predlaga  redkeje veliko izobilje ogljika in bodo, če bodo popolnoma raziskani dali novo dimenzijio (razsežnost) k sistemu zvezdne klasifikacije.
Končno, zvezde spektralnega razreda D včasih uporabljajo za oznako belih pritlikavk, ki je najpogostejši konec običajnih zvezd.